# فرودگاه رودخانه کوچک

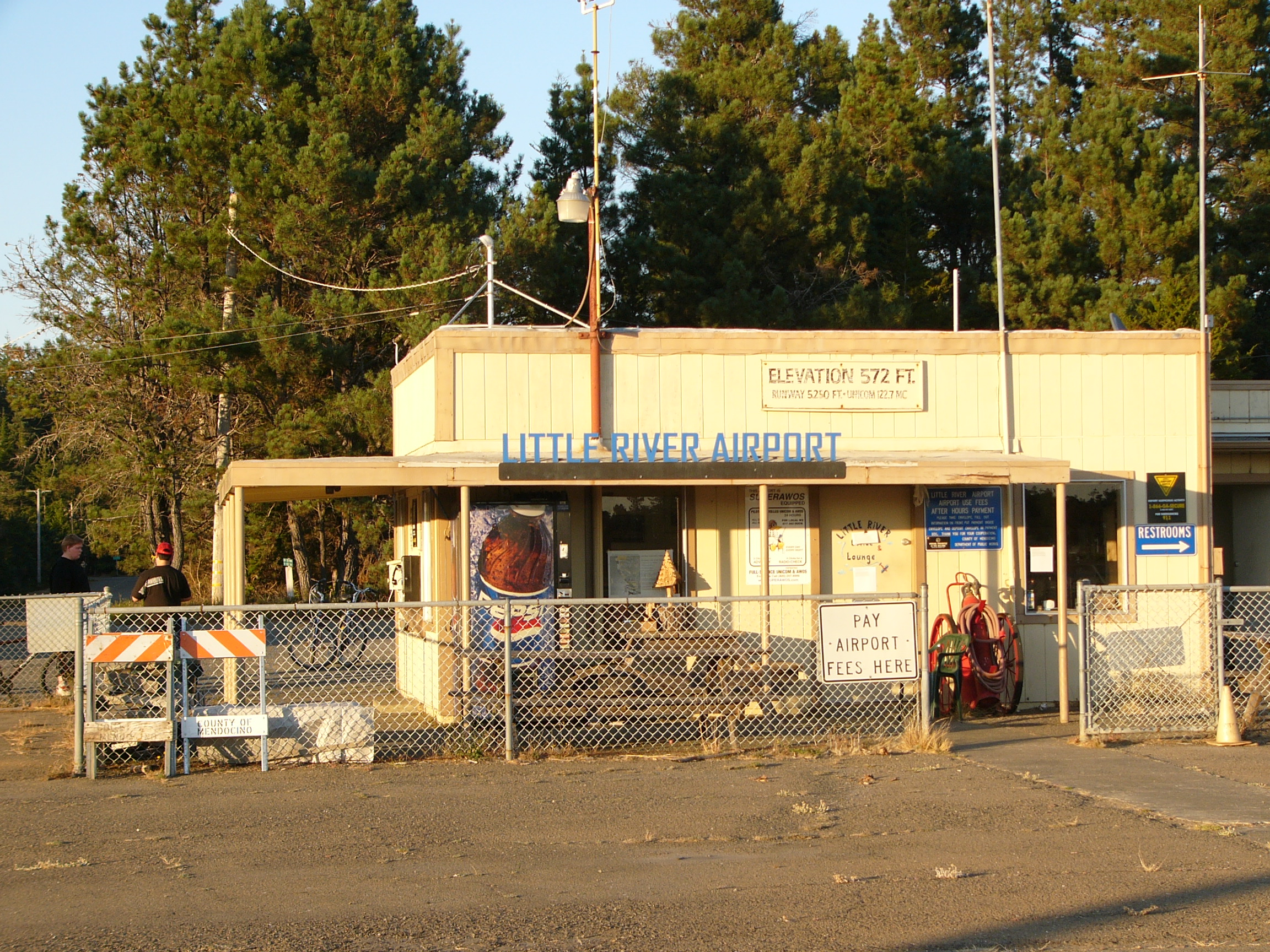
فرودگاه رودخانه کوچک در شهرستان مندوسینو کشور ایالات متحده آمریکا

فرودگاه رودخانه کوچک (به انگلیسی: Little River Airport) یک فرودگاه همگانی بهره‌برداری هوایی است که یک باند فرود آسفالت دارد و طول باند آن ۱۶۰۰ متر است. این فرودگاه در شهر شهرستان مندوسینو کشور ایالات متحده آمریکا قرار دارد و در ارتفاع ۱۷۴ متری از سطح دریا واقع شده است.